# Clara Elorduy i Vila
Clara Elorduy i Vila (Ciutadella de Menorca, 1982) és una poeta i periodista catalana que treballa a IB3 Televisió i Es diari. Com a poeta, ha recitat en festivals i homenatges amb Enric Casasses, Dolors Miquel i Tomeu Vendrell, amb «una poesia que es mira el món, amb una certa distància, amb una mirada alhora assenyada i àvida, sensual».